# Brockton (Montana)
Brockton – miasto w Stanach Zjednoczonych, w stanie Montana, w hrabstwie Roosevelt.